# 网脉柳兰
网脉柳兰（学名：Epilobium conspersum）为柳叶菜科柳叶菜属下的一个种。